# Felipe IV (1623-1628)
El retrato oficial de Felipe IV, de cuerpo entero y vestido de negro, fue pintado por Velázquez hacia 1623, siendo uno de los primeros retratos que hiciera del rey al poco tiempo de establecerse en Madrid, y fue íntegramente rehecho por el mismo pintor hacia 1628. Procede del Palacio del Buen Retiro, donde en el inventario de 1700 se describía como «Rettratto del señor don Phelipe quarto mozo de la primera manera de Velázquez». En 1791 pasó al despacho de la Secretaría de Estado en el Palacio Real Nuevo, siendo allí descrito en el inventario de 1814 como «retrato de Felipe 4º con un papel en la mano vestido de negro y golilla apoyado en una mesa». En la Real Academia de Bellas Artes de San Fernando desde 1816 hasta su definitivo ingreso en el Museo del Prado en 1828.

## Historia
Según cuenta Francisco Pacheco, a los pocos días de llegar Velázquez a Madrid, en agosto de 1623, hizo un retrato de su protector, Juan de Fonseca y Figueroa, sumiller de cortina de su majestad, que fue llevado a palacio por un hijo del conde de Peñaranda. Visto ese retrato en la corte, de inmediato se le ordenó hacer un retrato del rey quien, según la precisa anotación de Pacheco, maestro y suegro del pintor, posó para Velázquez el 30 de agosto de 1623. Ese retrato pintado en un solo día debió de servir de modelo para otro ulterior, de mayor aparato y a caballo, así como para copias privadas como la encargada por doña Antonia Ipeñarrieta, que en diciembre de 1624 hizo un pago a Velázquez de 800 ducados por tres retratos, del rey, actualmente conservado en Nueva York, Metropolitan Museum of Art, del Conde-Duque de Olivares y de su difunto esposo, García Pérez de Araciel. 
Al decir Pacheco algo más adelante que «después desto, habiendo acabado el retrato de Su Majestad a caballo, imitado todo del natural, hasta el país, con su licencia y gusto [del rey] se puso en la calle Mayor, enfrente de San Felipe, con admiración de toda la corte e invidia de los de l'arte, de que soy testigo», Antonio Palomino entendió que aludía todavía al primer retrato, que imaginó a caballo y armado «todo hecho con el estudio, y cuidado, que requería tan gran asunto, en cuadro grande, de la proporción del natural, y por él imitado, hasta el país». En realidad Pacheco parece aludir a un simple busto ejecutado con presteza, pues no es probable que en esta primera ocasión el rey posara muchas horas; el propio Pacheco se maravillaba y tenía como muestra extrema del favor en que el rey tenía a su yerno el hecho de que posase ante él sentado durante tres horas continuas, «cuando le retrató a caballo» tras el viaje a Italia, después de 1630. Ese primer retrato, apunte o esbozo tomado del natural, sería el empleado posteriormente para completar en el taller el retrato ecuestre al que aluden tanto Pacheco como Palomino, actualmente desaparecido, en el que Velázquez estaría trabajando por un espacio de tiempo más dilatado, no dándolo por acabado hasta poco antes del mes de agosto de 1625, cuando Julio César Semín cobró por el dorado del marco para su exposición en la calle Mayor.
Las afirmaciones de Pacheco han suscitado diversas interpretaciones e intentos de identificar ese primer retrato hecho del natural, que para Jonathan Brown sería el conservado en el Meadows Museum de Dallas, retrato solo de busto recusado como copia del taller por parte de la crítica. Para José López-Rey, al contrario, ese primer retrato sería el que muestran las radiografías bajo este retrato del Museo del Prado, el único que por haber pertenecido siempre a la colección real podría tenerse por retrato oficial, remodelado enteramente por el propio Velázquez en una fecha que López-Rey estima cercana a 1628 y con mayor soltura en la pincelada.

## Descripción

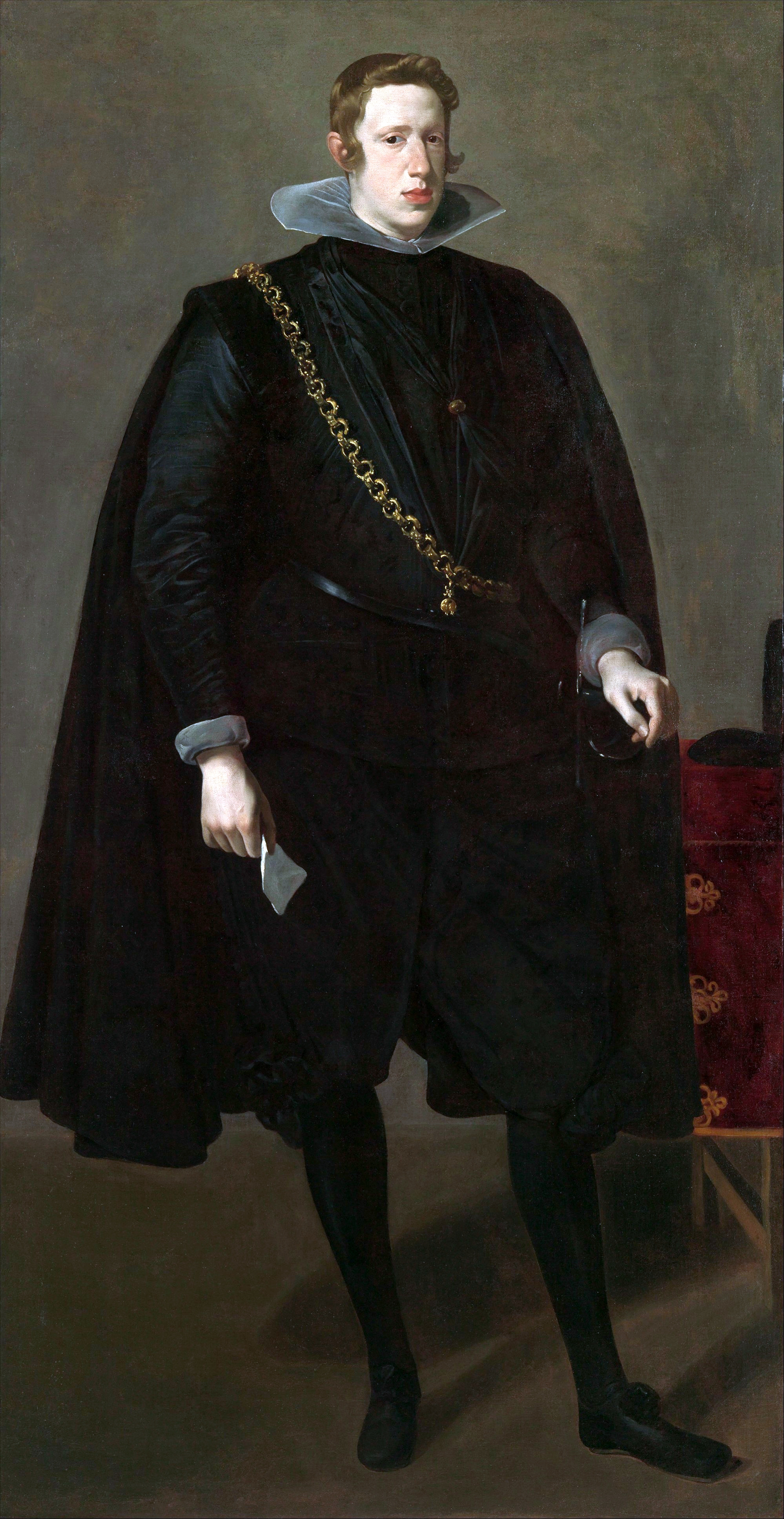
Velázquez (?), Felipe IV, 1624, (200 x 102,9 cm), Nueva York, Metropolitan Museum of Art, copia para doña Antonia de Ipeñarrieta del retrato de Felipe IV del Museo del Prado en su primer estado, antes de la remodelación de 1628.

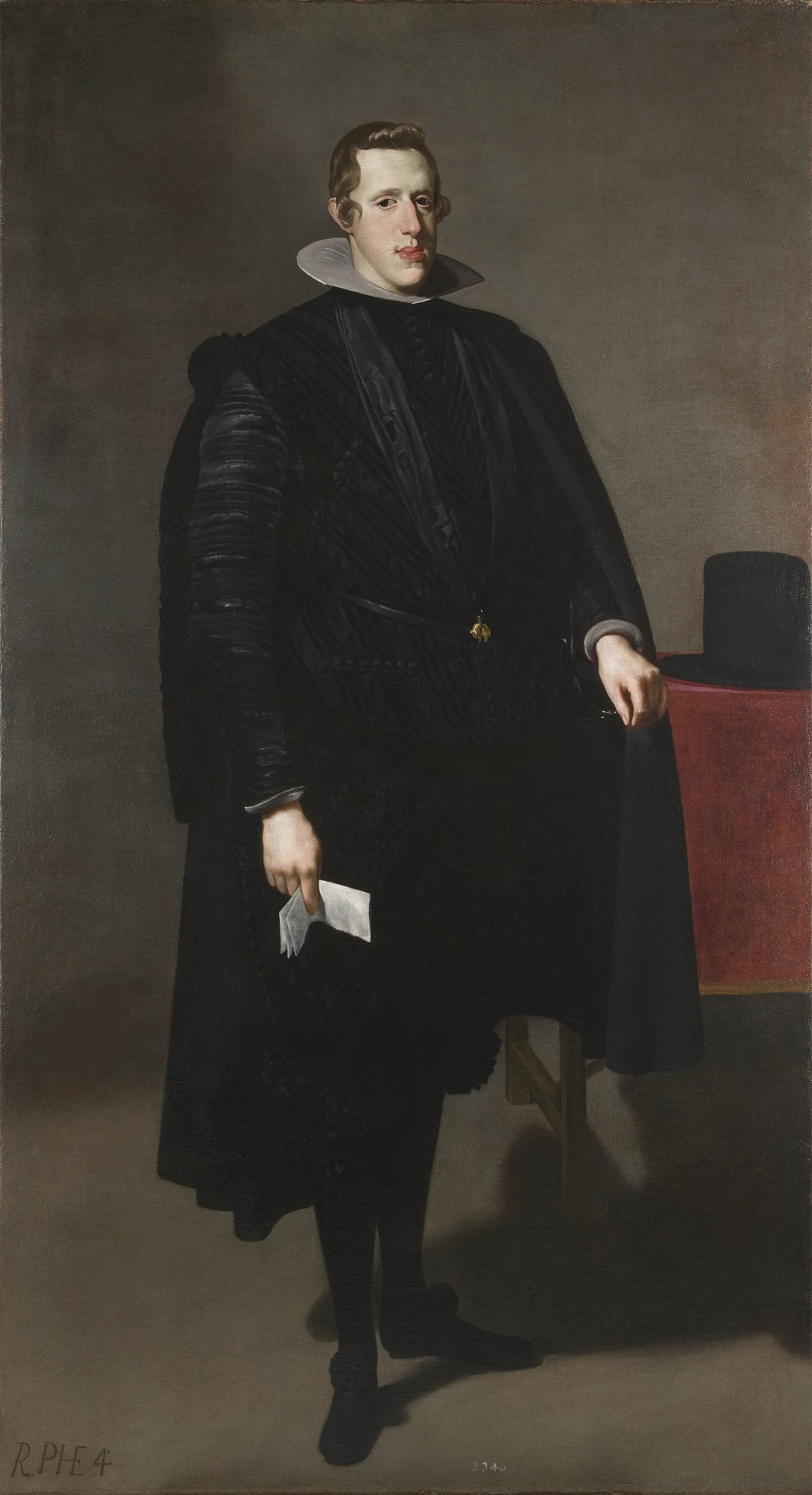
Taller de Velázquez. Copia conservada en el Museo Isabella Stewart Gardner de Boston del retrato oficial de Felipe IV en su último estado.

Las radiografías revelan un retrato enteramente remodelado, pintado sobre el subyacente al que modifica no sólo en la posición de las piernas, en su primer estado abiertas en compás, cargando el peso sobre la izquierda, o en la extensión de la capa, más larga y ajustada al cuerpo en la versión última, cambios que pueden observarse a simple vista, sino también en la posición de las manos y en la elevación de la mesa, el contorno del rostro, menos grueso y más afilado en su versión definitiva, o la completa remodelación del traje, lo que significa que prácticamente ninguna parte del lienzo primitivo quedó sin tocar. Con tales variaciones, que no parecen exigidas por cambios en el aspecto físico del monarca, Velázquez parece haber tratado de crear una figura más esbelta, insatisfecho quizá con la apariencia del primer retrato. Leves cambios en el rostro —fundamentalmente el cabello, más recogido a la derecha y el mentón algo más levantado—, con la reducción del cuello almidonado, hacen que la cabeza parezca ahora más erguida. La modificación de la posición del brazo que apoya sobre la espada eleva sutilmente el hombro y rompe la frontalidad, lo que junto con la mayor elevación de la mesa y la nueva posición de las piernas, unidas y firmes, contribuye al mismo efecto de enaltecer la figura del monarca. El resultado es una obra elegante y sobria, en la que, con pincelada apretada y una paleta cromática reducida, se manifiesta la majestad real gracias a la propia dignidad y apostura del retratado antes que por los disimulados atributos del poder y de la administración de justicia que lo rodean discretamente: el Toisón de Oro, que cuelga de una cinta negra y no de un collar de oro, como ocurría en la primera versión, reforzando así la imagen de austeridad sin pérdida de su significado, la espada de la justicia, sobre la que descansa la mano derecha, el memorial o billete que lleva en la izquierda y el bufete sobre el que reposa el sombrero de copa alta, con los que se alude a sus funciones de gobierno. 
El retrato del Prado, en el estado en que se encontraba antes de la remodelación, puede conocerse por las copias que de él se hicieron en el taller del pintor, de las que al menos dos se conservan, una en el Museo de Bellas Artes de Boston y otra, la pintada para doña Antonia Ipeñarrieta, en el Museo Metropolitano de Arte de Nueva York, copia que ha sido considerada autógrafa por José López-Rey y buena parte de la crítica, pero que Enriqueta Harris y Jonathan Brown tienen por obra del taller. De su versión última existen también varias copias, algunas salidas del taller de Velázquez, entre ellas la conservada en el Museo Isabella Stewart Gardner de Boston, posiblemente procedente de la colección del marqués de Leganés.